# Aflou
Aflou (arabiska أفلو) är en stad och kommun i norra Algeriet och är den näst största staden i provinsen Laghouat. Folkmängden i kommunen uppgick till 102 025 invånare vid folkräkningen 2008, varav 93 585 invånare bodde i själva centralorten.